# 78905 Шонокіф
78905 Шонокіф (78905 Seanokeefe) — астероїд головного поясу, відкритий 16 вересня 2003 року.
Тіссеранів параметр щодо Юпітера — 3,382.